# Acemya indica
Acemya indica är en tvåvingeart som beskrevs av Louis-Paul Mesnil 1968. Acemya indica ingår i släktet Acemya och familjen parasitflugor. Inga underarter finns listade i Catalogue of Life.